# Holm sogn, Halland
Holm sogn i Halland var en del af Halmstad herred. Holm distrikt dækker det samme område og er en del af Halmstads kommun. Sognets areal var 29,03 kvadratkilometer, heraf land 28,82. I 2020 havde distriktet 1.008 indbyggere. Landsbyen Holm ligger i sognet.
Navnet (1456 Skepsholm) er fra 'holm', som tidligere havde en bredere betydning - højde over det omkringliggende land. Præfikset "skib" blev brugt indtil omkring 1500. Årsagen kan være, at materialer fra stedet blev brugt til at lave skibe. Befolkningen steg fra 1810 (436 indbyggere) til 1900 (881 indbyggere). Derefter faldt den, så der i 1960 var 587 indbyggere i Holm. Siden er befolkningen steget igen, med undtagelse af perioden mellem 1970 og 1980.
Der er et naturreservat i sognet: Vapnø mosse, delt med Ensløv sogn.